# Fronta národní spásy
Fronta národní spásy (rumunsky Frontul Salvării Naționale, zkratka FSN) byla nejvýznamnější politickou organizací vzniklou během protikomunistické revoluce v Rumunsku, zahájené 22. prosince 1989. V prvních týdnech po pádu totalitního komunistického režimu byla řídícím orgánem Rumunska. Následně se stala největší postkomunistickou stranou. Vůdce strany Ion Iliescu byl zvolen prezidentem 85 procenty hlasů. Strana vyhrála i parlamentní volby v roce 1990 se 66 procenty hlasů. Iliescu následně jmenoval Petre Romana prvním demokraticky zvoleným premiérem (zastával tuto funkci již předtím). Mezi Iliescem a Romanem však časem vznikla velká rivalita. Spor vyvrcholil v roce 1992 na národním kongresu fronty, kdy se strana rozdělila na dvě části: Demokratickou frontu národní spásy (FDSN) pod vedením prezidenta Iliesca a FSN pod vedením Petre Romana. Z Iliescovy strany se později vyvinula Sociálně demokratická strana (PSD). Romanova strana se v roce 1993 přejmenovala na Demokratickou stranu, později na Demokratickou liberální stranu, ještě později na Liberálně-demokratickou stranu. V roce 2014 zanikla po sloučení s historickou Národně liberální stranou (založena v roce 1875, obnovena v roce 1990). Jak během revoluce roku 1989, tak později (v podobě svých následnic) Fronta národní spásy sehrála klíčovou roli při formování novodobého Rumunska.

## Otázka původu

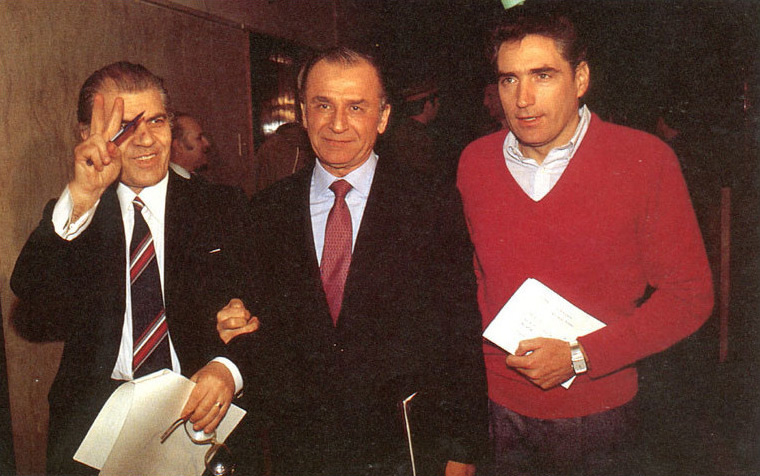
Ion Iliescu (uprostřed), Dumitru Mazilu (vlevo) a Petre Roman (vpravo) dne 23. prosince 1989, den po vytvoření FSN.

V březnu 1989 šest prominentních členů Rumunské komunistické strany napsalo otevřený dopis prezidentu Nicolaemu Ceaușescovi, v němž kritizovali jeho zneužívání moci a hospodářskou politiku. Takzvaný „Dopis šesti“ se šířil v západních médiích a byl přečten i ve vysílání Rádia Svobodná Evropa.
Později, před 14. sjezdem Rumunské komunistické strany, začaly obíhat další dva dopisy podepsané již jako „Fronta národní spásy“. Byly přečteny na Rádiu Svobodná Evropa 27. srpna a 8. listopadu. Druhý dopis přímo apeloval na delegáty sjezdu, aby Ceaușesca znovu nezvolili.
Po vypuknutí rumunské revoluce vznikla Fronta národní spásy jako politické hnutí. Shodný název s podpisem pod dvěma dopisy delegátům vedl k dohadům, zda fronta existovala jako podzemní organizace uvnitř komunistické strany, a zda zde existuje přímá návaznost. Podle jednoho z reformních komunistů Silviu Brucana tomu tak nebylo, protože dopisy napsal Alexandru Melian, profesor na univerzitě v Bukurešti, který neměl žádné spojení s budoucími vůdci NSF. Naopak jiný komunistický politik Nicolae Militaru tvrdil, že spolu s Ionem Iliescem vedl uvnitř strany tajnou organizaci, jež si říkala Fronta národní spásy, která požádala Meliana, aby výzvu sepsal.
První členové FSN pocházeli z různých prostředí: intelektuálové, studenti, armádní důstojníci, ale vůdci byli většinou bývalí komunističtí funkcionáři. To později vedlo k mnoha kritikám a dehonestacím revoluce jakožto odnětí moci jedné skupině komunistů druhou skupinou komunistů.

## Přeměna v politickou stranu
Vytvoření FSN bylo oficiálně oznámeno veřejnosti Ionem Iliescem v rozhlasovém a televizním projevu dne 22. prosince 1989, po svržení Ceaușesca. FSN převzala moc od komunistických úřadů, během čtyř dnů vytvořila prozatímní vládu, přičemž prezidentem byl jmenován Iliescu a prozatímním premiérem Petre Roman.
Dne 27. prosince FSN nařídila zrušení systému jedné strany a vypsání svobodných voleb. Krátce nato byly znovu založeny a zaregistrovány dvě velké politické strany, které se prohlašovaly za nástupce dvou nejvýznamnějších předkomunistických rumunských stran, Národní rolnické strany (PNŢ) a Národní liberální strany (PNL).
FSN nejprve oznámila, že nebude nominovat kandidáty v nadcházejících volbách, a že chce být jen institucí zajišťující přechod mezi dvěma systémy. Silviu Brucan však přišel s projektem přeměny FSN v politickou stranu. Někteří členové FSN, jako Dumitru Mazilu, Mircea Dinescu, Ion Caramitru, Andrei Pleșu, Dan Hăulică, Gabriel Liiceanu nebo Doina Cornea, s tím nesouhlasili a rezignovali předtím, než se FSN stala politickou stranou. K transformaci na politickou stranu došlo 6. února 1990. S výjimkou několika novin měla FSN rozsáhlou kontrolu nad rumunskými hromadnými sdělovacími prostředky, zejména státní televizní společností a nově založenými novinami Adevărul.
Na přelomu ledna a února 1990 uspořádaly Křesťanskodemokratická národní rolnická strana (PNȚ-CD) a Národně liberální strana (PNL) demonstrace proti FSN, které se zvrhly v násilí. Iliescu v reakci vyzval dělnickou třídu, aby podpořila FSN proti tomu, co označil za „fašistické síly, snažící se destabilizovat zemi“. To vedlo k tomu, co bylo pojmenováno jako první a druhá mineriáda (pochod horníků na Bukurešť). FSN však po protestech souhlasila s tím, že umožní dalším stranám účastnit se prozatímní vlády. Nový řídicí orgán, Prozatímní rada národní jednoty (Consiliul Provizoriu de Uniune Națională, CPUN), řídila zemi od začátku února 1990 až do voleb.
Další, mnohem větší demonstrace (tzv. golaniáda) proti účasti FSN ve volbách byla organizována v dubnu 1990 a trvala 52 dní, do 13. až 15. června, kdy byla násilně rozehnána třetí mineriádou (dalším hornickým pochodem na Bukurešť). FSN měla silnou podporu mezi rolníky, horníky a městskými průmyslovými dělníky, zatímco PNL a PNŢCD měly silnou podporu mezi intelektuály v městských oblastech. Těm se však nepodařilo frontě odejmout status hlavní síly bourající diktátorský režim.
FSN a její kandidát Ion Iliescu pohodlně vyhráli jak parlamentní, tak prezidentské volby konané v jeden den, 20. května 1990. Petre Roman zůstal premiérem a jeho vláda zahájila opatrné ekonomické reformy.